# 1777
1777 (MDCCLXXVII) je bilo navadno leto, ki se je po gregorijanskem koledarju začelo na sredo, po 11 dni počasnejšem julijanskem koledarju pa na nedeljo.

## Dogodki
- 1. januar

## Rojstva
- 16. april - Henry Kater, angleški fizik, častnik († 1835)
- 30. april - Carl Friedrich Gauss, nemški matematik, astronom, fizik († 1855)
- 4. maj - Louis Jacques Thénard, francoski kemik († 1857)
- 14. avgust - Hans Christian Ørsted, danski fizik, kemik († 1851)
- 23. december - Aleksander I. Ruski (* 1825)

## Smrti
- 25. september - Johann Heinrich Lambert, nemški matematik, fizik, astronom (* 1728)
- 4. november -  Gregor Schoettl, slovenski filozof, fizik (* 1732)

Neznan datum
- Janez Krstnik Schoettl, slovenski jezuit, matematik, astronom (* 1724)